# 一氟硅烷
一氟硅烷 是一种无机化合物 ，化学式SiH3F 。

## 制备
一氟硅烷可以由氟甲烷和硅 反应而成。  它也可以由氯硅烷 和三氟化锑 反应而成。
{\displaystyle \mathrm {3\ SiH_{3}Cl+SbF_{3}\ \longrightarrow \ SiH_{3}F+SbCl_{3}} }

## 性质
一氟硅烷是一种无色气体。 一氟硅烷在96 K时为固体，具有空间群 P21/n的单斜晶体结构，并在常压下直接转变为气态。 